# Andreï Krylov (natation)
Pour les articles homonymes, voir Andreï Krylov.
Andreï Ivanovitch Krylov (en russe : Андрей Иванович Крылов), né le 10 mai 1956 à Leningrad (RSFS de Russie), est un nageur soviétique, spécialiste des courses de nage libre.

## Carrière
Andreï Krylov possède un palmarès important au niveau international en nage libre.
Aux Jeux olympiques, il est champion olympique du relais 4 × 200 mètres nage libre en 1980 à Moscou, médaillé d'argent du relais 4 × 200 mètres nage libre en 1976 à Montréal et vice-champion olympique du 200 mètres et du 400 mètres nage libre en 1980.
Il est vice-champion du monde du relais 4 × 200 mètres nage libre aux championnats du monde de natation 1978, ayant déjà gagné la médaille de bronze lors de l'édition précédente en 1975. Andreï Krylov compte cinq médailles aux championnats d'Europe de natation. En relais 4 × 200 mètres nage libre, il est champion d'Europe en 1977 et vice-champion d'Europe en 1974. Le nageur de Leningrad est aussi vice-champion d'Europe du 200 mètres nage libre en 1977 et médaillé de bronze du relais 4 × 100 mètres nage libre en 1977 et du 400 mètres nage libre en 1974.